# 4e corps de réserve (Empire allemand)

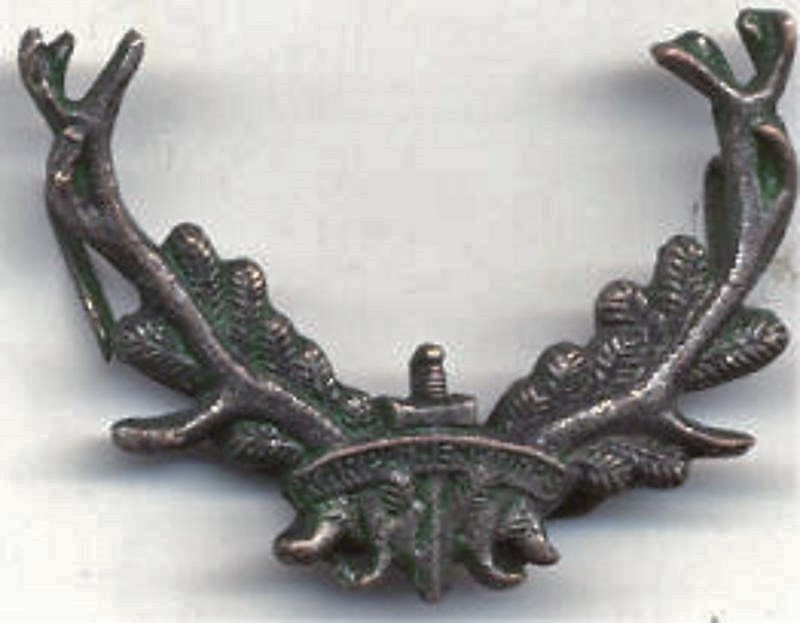
Insigne du Karpathenkorps, 1917.

Le 4e corps de réserve est une grande unité (corps d'armée) de l'armée impériale allemande qui a combattu pendant la Première Guerre mondiale. Créé en août 1914 sur le front de l'Ouest, il est transféré en 1915 sur le front des Balkans puis, de juillet 1916 à décembre 1917, sur le front de l'Est où il prend le nom de Karpathenkorps (corps des Carpates). Il revient ensuite sur le front de l'Ouest jusqu'à la fin de la guerre.

## Historique

### 1914

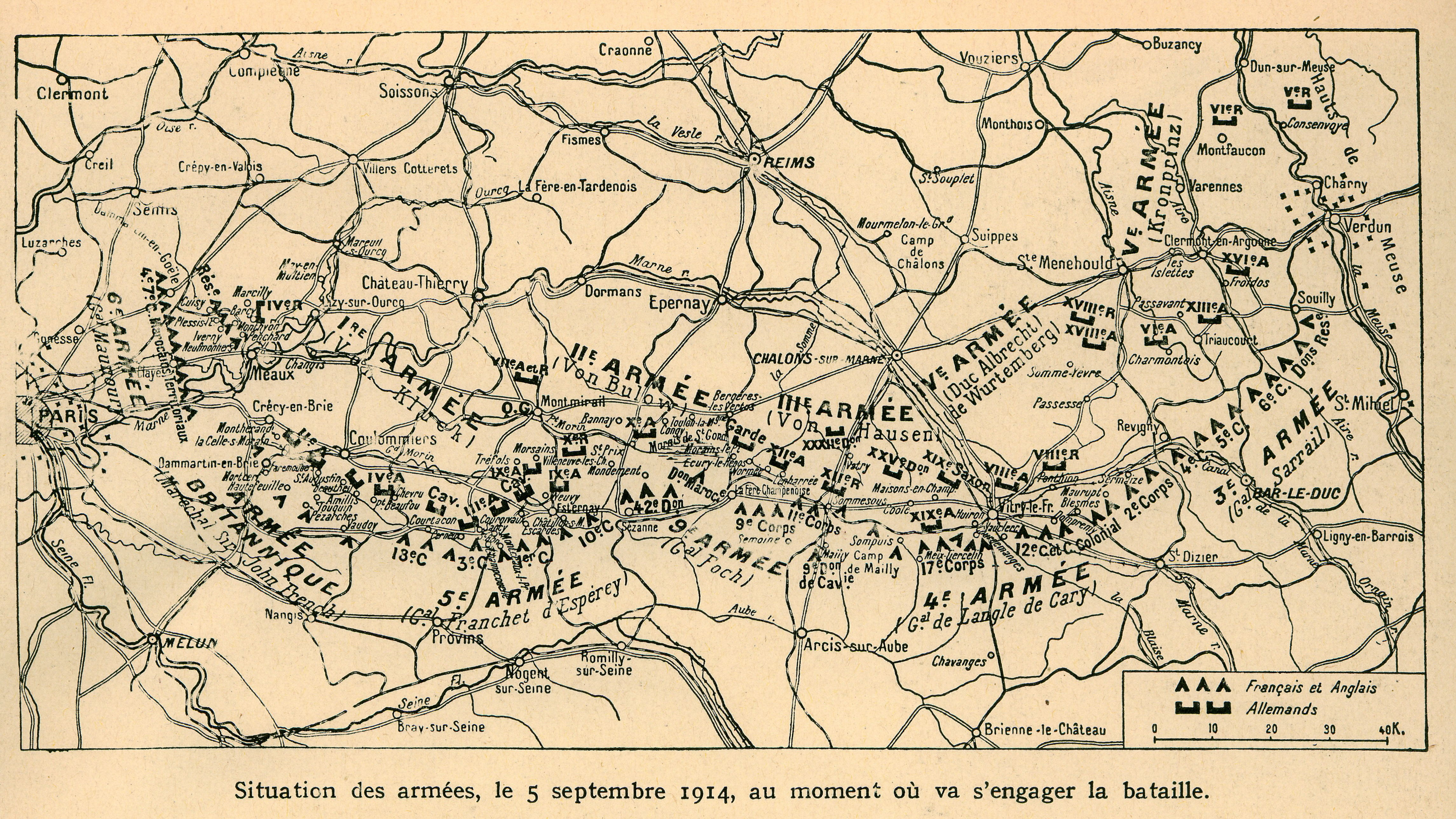
Bataille de la Marne, 5 septembre 1914 : le 4e corps de réserve est à l'ouest, près de Meaux.

Le corps est créé le 2 août 1914, au début de la guerre. Il est commandé par Hans von Gronau. Il dépend de la 1re armée (Fritz von Below) et comprend les unités suivantes :
- 7e division de réserve (Bogislav Friedrich von Schwerin)
- 22e division de réserve (Otto Riemann)

Il participe à l'invasion de la Belgique et du nord de la France. Les 23 et 24 août, lors de la bataille de Mons, les 4e corps de réserve et 2e corps allemands tentent d'encercler le Corps expéditionnaire britannique qui bat en retraite vers le sud. Du 28 au 30 août, le 4e corps de réserve franchit la Somme. Le 2 septembre, il atteint Creil, à 45 km de Paris. Mais la contre-attaque française de l'Ourcq (5 - 9 septembre) oblige la 1re armée à interrompre son avance, amorce du repli général de la bataille de la Marne. Le 4e corps est ramené en réserve sur la rive nord de l'Aisne, autour de Nouvron.

### 1915

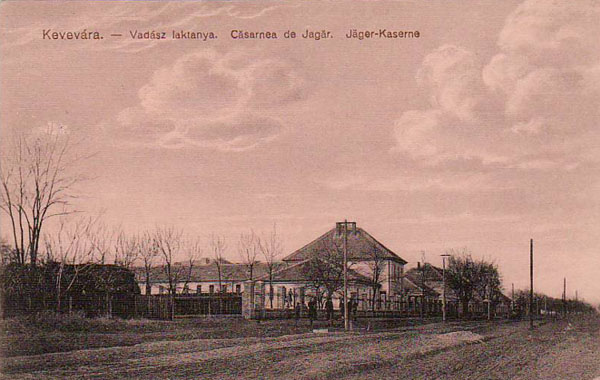
Caserne des chasseurs à pied à Kevevára (Kovin), v. 1900-1910.

En septembre 1915, le 4e corps de réserve, commandé par Arnold von Winckler, est transféré vers le Banat, dans l'Empire austro-hongrois, à la frontière de la Serbie. Il est rattaché à la 11e armée allemande (Max von Gallwitz). Il comprend les unités suivantes :
- 105e division allemande (Adolf von der Esch puis Richard von Kraewel)
- 107e division allemande (Otto von Moser)
- 213e brigade (Heydebreck)

Il participe à l'invasion de la Serbie. Les 7 et 8 octobre, il franchit le Danube entre Dubovac et Kovin. Après la bataille de Kosovo et l'évacuation de l'armée serbe, à la fin de 1915, il s'établit à la frontière de la Macédoine serbe et de la Grèce.

### 1916

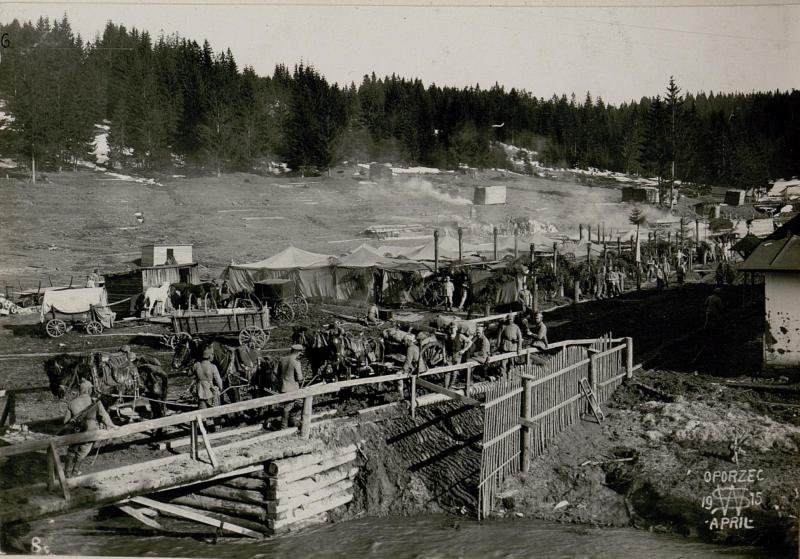
Boulangerie de campagne de l'armée allemande à, 1915-1917.

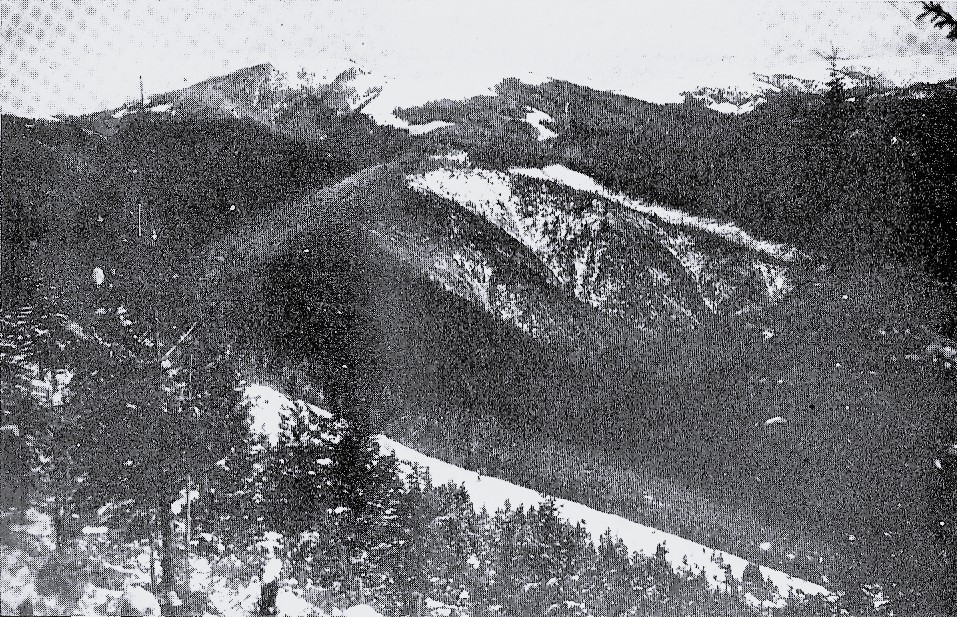
Positions de la division au mont Ludowa, 1916.

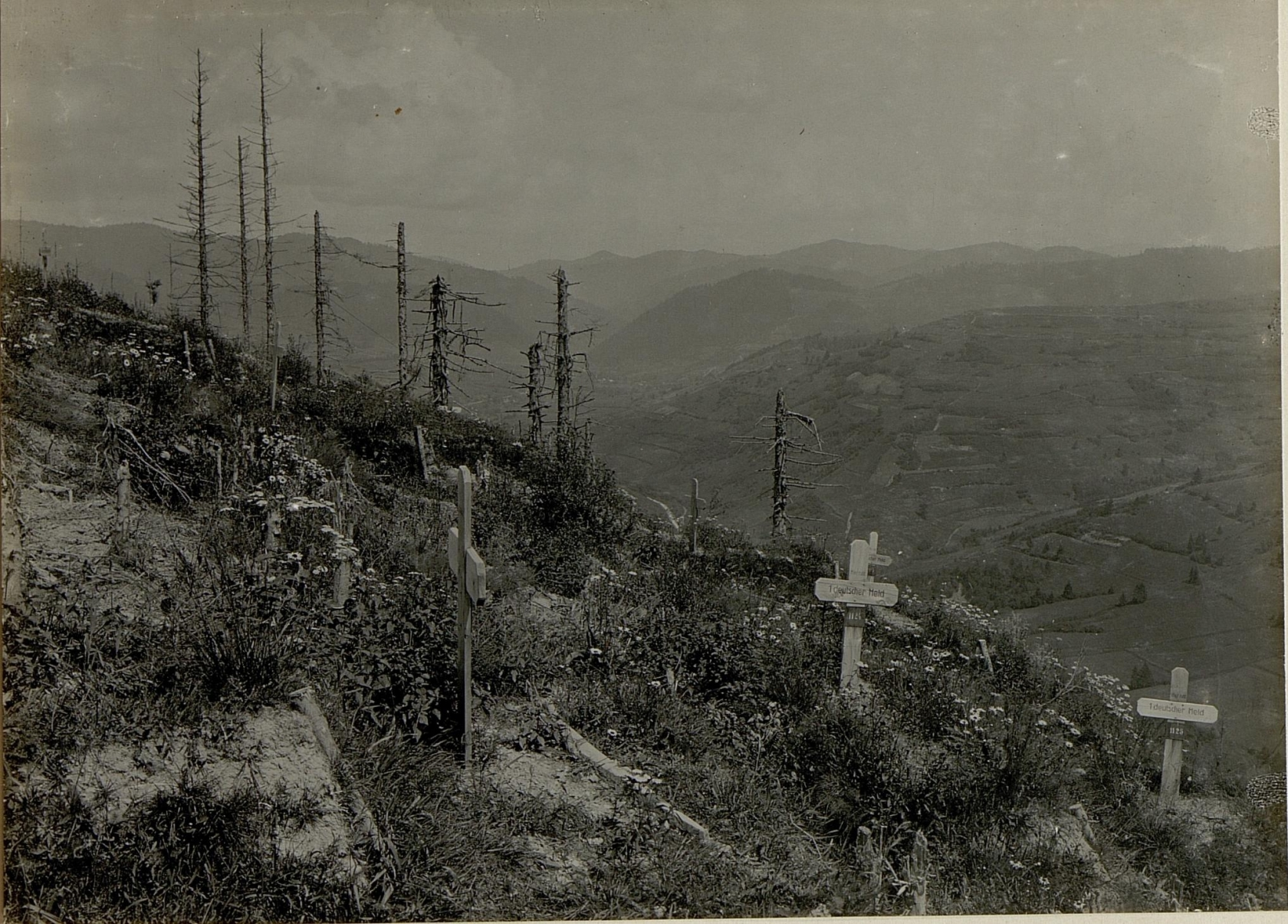
Tombes de soldats au mont Zwinin, 1917.

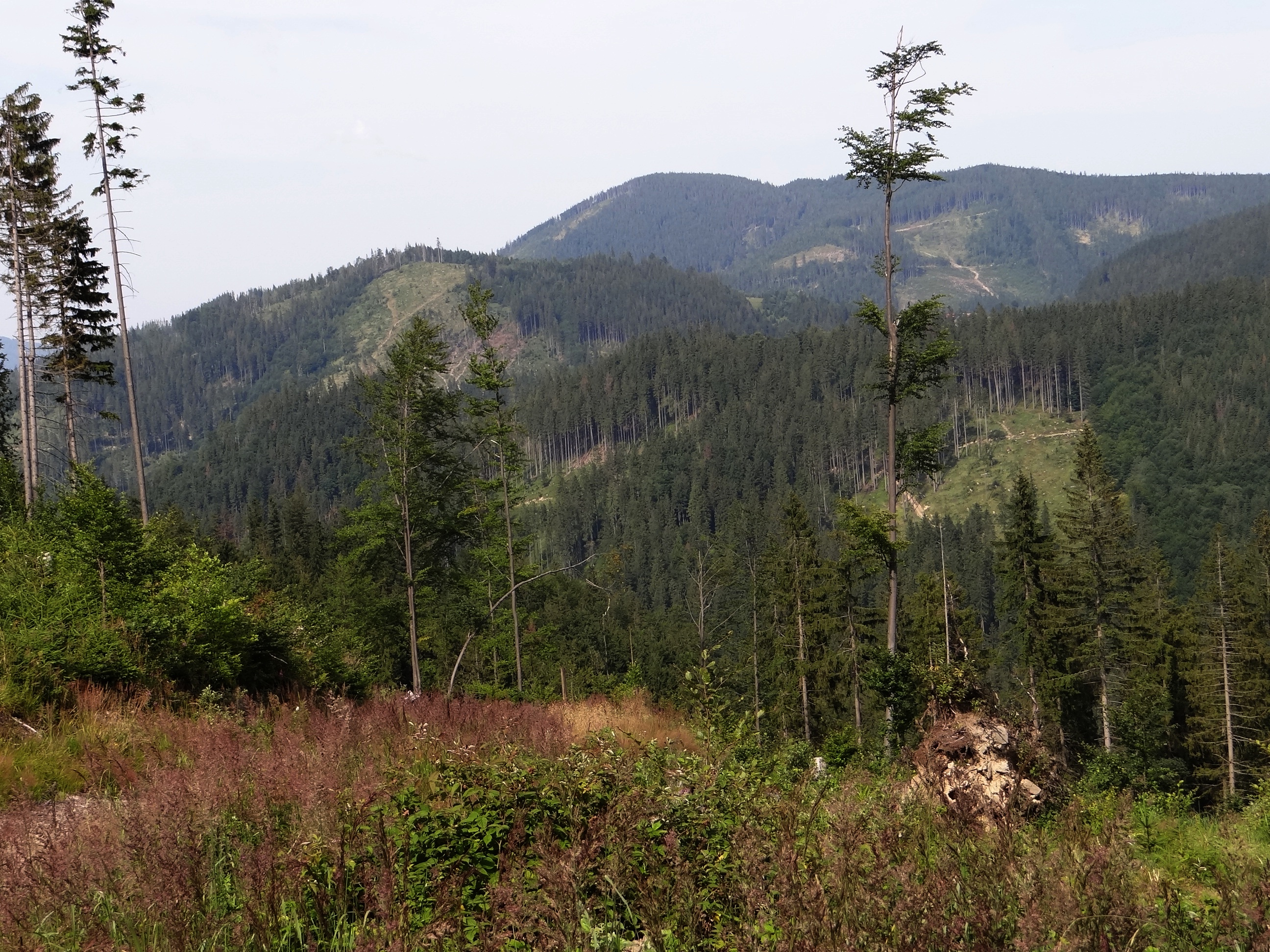
Le mont.

Du 1er janvier au 15 mars, la 107e division est transférée par voie ferrée sur le front de l'Est dans le secteur de Daugavpils, dans le gouvernement de Vitebsk, tandis que la 105e division reste en Macédoine où des combats l'opposent, au sud de Prilep, à l'avant-garde française de l'expédition de Salonique.
Le 21 juillet 1916, le 4e corps de réserve est reconstitué sur le front de l'Est, dans les Carpates, sous le commandement de Richard von Conta, pour faire face à l'offensive russe du général Broussilov. Il prend le nom de Karpathenkorps (corps des Carpates). Il est rattaché à la 7e armée austro-hongroise (Karl von Pflanzer-Baltin remplacé le 8 septembre par Karl von Kirchbach auf Lauterbach puis, le 20 octobre, par Hermann Kövess von Kövesshaza).
Richard von Conta avait déjà combattu dans les Carpates à la tête de la 1re division, lors de la bataille de Zwinin en avril 1915.
En août 1916, le corps comprend les unités suivantes :
- 1re division d'infanterie (Conrad Paschen)
- 200e division d'infanterie (Karl Kreyenberg puis Ernst von Below)
- Fin août, 117e division d'infanterie (Ernst Kuntze)

L'archiduc Charles d'Autriche (futur empereur), qui commande le groupe d'armées austro-hongrois, souhaitait un renfort de 4 ou 5 divisions allemandes pour mener une contre-offensive, avec le corps de cavalerie austro-hongrois Brudermann (de), sur le flanc sud de l'armée russe. À contrecœur, il doit laisser le commandement de l'opération au général allemand von Conta. L'attaque conjointe germano-austro-hongroise, menée à partir du 3 août, enlève la première ligne de défense du XIe corps russe mais s'essouffle vite en raison de la difficulté de transporter l'artillerie dans les forêts et les montagnes.
- 1er - 26 août : combats sur le Baba-Liudowa (pl) et le col Yablonitsky (col des Tatars)
- 2 août : attaque de Hala-Mihaileva et Hala-Lukaviets
- 3 août : assaut de Watonarka et de Lutowiska
- 4 - 6 août : combats de poursuite sur le col Yablonitsky
- 6 août : Plaik
- 7 août - 2 septembre : combats sur le col Yablonitsky et le mont Skupowa (pl)
- 11 août : mont Skupowa
- 11 - 31 août : combats vers le col Yablonitsky et le mont Skupowa
- 17 août - 5 septembre : combats près de Pnewie
- 19 - 20 août : assaut de Kreta et Stepanski
- 21 août - 2 septembre : combats autour des monts Muńcuł (pl) et Gora-Piaskowa
- 27 août - 8 septembre : combats autour de Listowaty

Avec l'entrée de la Roumanie dans la Première Guerre mondiale le 27 août, la 7e armée doit faire face à la fois à l'armée roumaine et à l'armée russe.
- 1er - 29 septembre : bataille du Baba-Liudowa (« Septemberschlacht », bataille de septembre). Les troupes austro-hongroises et le Karpathenkorps empêchent la 9e armée russe de percer vers la plaine hongroise[1],[3].
- À partir du 1er octobre : combats de position dans les Carpates.

### 1917
- Jusqu'au 24 juillet : combats de position dans les Carpates.
- 25 juillet - 10 août : reconquête de la Bucovine
- 11 août - 16 septembre : combats de position à la frontière orientale de la Bucovine

#### Insigne
En août 1917, le corps reçoit un insigne distinctif : une ramure de cerf avec des branches de pin et une épée, liés par un rouleau avec l'inscription « KARPATHENKORPS ». L'insigne, en argent pour les officiers, en métal blanc pour les soldats, est porté sur le couvre-chef entre les deux cocardes, allemande et austro-hongroise. Il est réservé aux hommes qui ont servi au moins deux mois, entre août 1916 et juillet 1917, dans une des deux divisions du corps.

### 1918
Le corps est ramené sur le front de l'Ouest et prend le nom de corps Conta. Il est rattaché à la 18e armée (Oskar von Hutier).
- 33e division d'infanterie (Walter von Schönberg (de))
- 34e division d'infanterie (Theodor Teetzmann)
- 37e division d'infanterie (Walter von Eberhardt)
- 103e division d'infanterie (Hans Feodor Lepper)

Pendant la bataille de l'Aisne (mai-juillet 1918), il est rattaché à la 7e armée (Max von Boehn). Il comprend alors les unités suivantes :
- 10e division d'infanterie Otto von Diepenbroick-Grüter (de)
- 28e division d'infanterie (Emil Hell (de))
- 5e division de la Garde (Walter von Haxthausen (de))
- 103e division d'infanterie (Hans Feodor Lepper) (en réserve)
- 36e division d'infanterie (Arnd von Leipzig) (en réserve)
- 2/3 de la 201e division d'infanterie (Ludwig Bachelin (de) (à partir de juillet)

En octobre 1918, il est rattaché à la 2e armée (Adolph von Carlowitz). Il comprend les unités suivantes :
- 14e division d'infanterie (Karl von Kraewel)
- 58e division d'infanterie (Woldemar Vitzthum von Eckstädt)
- 18e division de réserve (Theodor von Wundt)
- 30e division d'infanterie (Gustav Riebensahm)
- 44e division de réserve (Otto Haas (de))

## Chefs de corps
| Grade                  | Nom                 | Date                               |
| ---------------------- | ------------------- | ---------------------------------- |
| General der Artillerie | Hans von Gronau     | 2 août 1914 - 10 septembre 1915    |
| Generalleutnant        | Arnold von Winckler | 11 septembre 1915 - 24 mars 1916   |
| Generalleutnant        | Richard von Conta   | 21 juillet 1916 - 20 décembre 1918 |

## Sources et bibliographie
- (de) Cet article est partiellement ou en totalité issu de l’article de Wikipédia en allemand intitulé « IV. Reserve-Korps (Deutsches Kaiserreich) » (voir la liste des auteurs) dans sa version du 24 juin 2016.

- (de) Cet article est partiellement ou en totalité issu de l’article de Wikipédia en allemand intitulé « Karpathenkorps » (voir la liste des auteurs) dans sa version du 13 octobre 2016.
- (en) Prit Buttar, Russia's last gasp : the eastern front, 1916-17, Oxford, UK, Osprey, 2016, 472 p. (ISBN 978-1-4728-2489-9, OCLC 964551130, lire en ligne)